# Василий Маклаков
Васѝлий Алексѐевич Маклако̀в (на руски: Васи́лий Алексе́евич Маклако́в) е руски политик и юрист.
Роден е на 22 май (10 май стар стил) 1869 година в Москва в семейството на известен лекар, негов по-малък брат е политикът Николай Маклаков. След като е изключван от Московския университет по политически причини, през 1894 година завършва там история, а през 1896 година и право. През следващите години си създава известност като адвокат в процеси с широка публичност и е един от защитниците в шумния антисемитски процес срещу Менахем Бейлис през 1913 година. От 1907 до 1917 година е депутат и един от най-популярните оратори в руския парламент. През 1917 година става временен посланик на Русия във Франция и макар да е уволнен от болшевишкото правителство, изпълнява функциите си до 1924 година, след което играе активна роля в руските емигрантски организации.
Василий Маклаков умира на 5 юли 1957 година в Баден.